# Sekantna metoda
Sekantna metoda je v matematiki numerična metoda za računanje ničel funkcije.
Sekantna metoda je posplošitev metode regula falsi, ima pa tudi nekaj podobnosti s tangentno metodo

## Potek metode
Da lahko začnemo izvajati sekantno metodo, potrebujemo dva začetna približka za ničlo - označimo ju x0 in x1. Pogosto ju izberemo tako, da je predznak funkcije f v točki x0 različen kot v točki x1, lahko pa tudi drugače. Nadaljevanje postopka je zelo podobno kot pri metodi regula falsi, le da ničla ne leži nujno na intervalu med obema približkoma.
- Funkcijo f najprej aproksimirmo s sekanto. Sekanta v tem primeru pomeni premico, ki poteka skozi točki T0(x0, f(x0)) in T1(x1, f(x1)).

- Sklepamo, da se sekanta ne razlikuje dosti od grafa funkcije, zato mora biti tudi ničla sekante dobra aproksimacija za ničlo funkcije. Ničlo sekante torej izberemo za nasledbnji približek x2.
- Postopek potem ponavljamo: iz x1 in x2 izračunamo x3, iz x2 in x3 izračunamo x4 itd.

- Če je funkcija primerno lepa in če sta približka x0 in x1 dovolj dobro izbrana, zaporedje xn konvergira k ničli funkcije f.

Za izračun naslednjega približka xn+1 na podlagi približkov xn in xn-1 uporabimo naslednjo iteracijsko formulo:
{\displaystyle x_{n+1}=x_{n}-{\frac {f(x_{n})}{\frac {f(x_{n})-f(x_{n-1})}{x_{n}-x_{n-1}}}}}
oziroma v poenostavljeni obliki:
{\displaystyle x_{n+1}=x_{n}-{\frac {x_{n}-x_{n-1}}{f(x_{n})-f(x_{n-1})}}f(x_{n})}
Izraz {\displaystyle {\frac {f(x_{n})-f(x_{n-1})}{x_{n}-x_{n-1}}}}, ki nastopa v zgornji formuli, je smerni koeficient (k) sekante. Če sta točki zelo blizu skupaj, se sekanta ne razlikuje dosti od tangente. Če v zgornji formuli ta izraz nadomesimo z odvodom (ki je enak smernemu koeficientu tangente), dobimo iteracijsko formulo za tangentno metodo.
Sekantna metoda je lahko dober nadomestek za tangentno metodo v primerih, ko odvoda funkcije ne moremo izračunati, oziroma v primerih, ko je odvod zelo zapleten.